# Hvalfangstens historie
Hvalfangstens historie begynder allerede i vikingetiden i Norden og den modsvarende tidlige middelalder i Vesteuropa.

## Vikingetid og middelalder

### Norge
I Norge er hvalfangst blevet drevet så tidligt, at den første omtale heraf findes i den ældre Edda, hvor det hedder i »Hymiskviða«, vers 21:
Dró meirr Hymir moþvgr hvali
einn a angli vpp senn tvá
(Op den stærke Hyme løftet
tvende hvaler på sin angel).
Den historisk ældste beretning om hvalfangst ved Norges kyst er den af helgelændingen Ottar til kong Alfred den Store af England afgivne, som er gengivet i kongens oversættelse af den romerske historieskriver Orosius (890 e. Kr.). Senere nævnes hvalfangst i Olav Tryggvasons saga som værende almindelig i Norges nordligste egne. En række af enkelte lovgivningsbestemmelser findes spredte i de ældste norske og islandske love: allerede i den ældre Gulatingslov er kapitel 149 overskrevet hvalretti (det vil sige: Samling af de gældende retsregler om hvalfangst), hvilke optoges eller ændredes i de senere love. Af disse lovbestemmelser ses, at hvalfangst til dels foregik på samme måde, som på sine steder ved kysten brugtes helt op i begyndelsen af det 20. århundrede, nemlig, at hvalen blev drevet ind i bugte og dræbt der. Christian V’s Norske Lov gentog i hovedpunkterne de ældre loves bestemmelser. Denne gamle norske hvalfangst synes at have indskrænket sig til at dræbe de på sine steder ilanddrevne dyr eller til at indestænge og dræbe hvaler i trange bugte. Under alle omstændigheder synes fangsten at have foregået lejlighedsvis og at have været af forholdsvis beskedent omfang.

### Eskimoerne
Nogle har ment, at eskimoerne tidligst har drevet planmæssig hvalfangst efter storhval, som de angreb fra både med harpuner og lanser. Det kan i denne forbindelse nævnes, at de indfødte på nordkysten af Nordamerika endnu i begyndelsen af det 20. århundrede drev en sådan fangst af den store grønlandshval (den arktiske rethval, engelsk: bowhead), den mest værdifulde af alle hvaler.

### Vesteuropa
Ved Atlanterhavets kyster synes hvalfangst at have fundet sted allerede før det 10. århundrede. Fra det 11. århundrede haves sikre beretninger om hvalfangst ved kysterne af Flandern og Normandiet, og i det 11. og 12. århundrede omtales de spanske baskeres hvalfangst som en betydelig bedrift. Den hval, de fangede, var biscayer-hvalen, Atlanterhavets rethval, også kaldet nordkaper og sletbag. Fangsten foregik fra både, som blev roet hen til hvalen, når denne lå oppe i vandfladen. Harpuner, hvortil der var fæstet liner med bøjer i den anden ende, blev kastet ind i dyret, hvorved hvalen blev såret samtidig med, at man kunne følge den og dræbe den med lanser.
Biscayernes hvalfangst udviklede sig til en forholdsvis betydelig bedrift. 1315 var hvalbarder en handelsvare såvel i England som i Frankrig, og i det 16. århundrede blev fangsten drevet over store dele af det nordlige Atlanterhav, helt op til Islands, Grønlands og Newfoundlands kyster. Islænderne deltog nu også i fangsten, hvori der i slutningen af 16. århundrede var sat en flåde ind på 50—60 skibe.

## Renæssancen

### Spitsbergen
Efter, at Spitsbergen (Svalbard) var blevet (gen)opdaget, varede det ikke længe, før der her oppe opstod en arktisk hvalfangst, som særligt i slutningen af det 17. og begyndelsen af det 18. århundrede havde et meget stort omfang. Fangstvirksomheden ved Spitsbergen blev i tiden mellem 1608 og 1620 optaget af englændere, hollændere, flamlændere, franske og spanske biscayere og danskere. Senere deltog også tyske selskaber. Man kan anse denne arktiske hvalfangst som en fortsættelse og udvidelse af især biscayernes atlantiske hvalfangst, idet der deltog biscayere, som dengang var de dygtigste hvalfangere, i både de engelske og de hollandske ekspeditioner til Spitsbergen. Fangstmetoderne var også, i hvert fald i begyndelsen, de samme som dem, biscayerne havde anvendt, og de efterstræbte hvaler var dels biscayer-hvalen, dels den nærstående arktiske rethval (Grønlands-hvalen).
Der opstod straks stridigheder mellem de forskellige nationers fangstmænd og uoverensstemmelser mellem landene om fangstretten. 1617 kom det til slag mellem krigsskibe, som magterne havde sendt derop for at beskytte deres interesser. De konkurrerende magter blev dog enige om at dele havet og fangstretten mellem sig, og der blev i de forskellige lande dannet særlige selskaber, som blev støttede af regeringerne med privilegier og præmier, således det »Nordiske Kompagni« i Holland i 1614 og det »Grønlandske Kompagni« i Danmark i 1620. Der blev bygget store etablissementer på land, fx det hollandske Smeerenburg, "en lille By af respektabel Størrelse".
Til at begynde med blev hvalfangsten ved Spitsbergen drevet som såkaldt »bajfiskeri« inde i fjordene, og hvalerne blev opvirket på land, hvor trankogningen og rensningen af barderne foregik ved stranden, men det varede ikke længe, før hvalen måtte søges længere fra land. Hvalfangerne kunne da kun lejlighedsvis søge ind for anker i Spitsbergens fjorde og var derfor afskåret fra at opvirke hvalerne på land som i den første tid. Således opstod den såkaldte »isfangst«, som efterhånden bredte sig bortover mod Jan Mayen, Island og Grønland.
Man får et indtryk af omfanget af denne arktiske hvalfangst af en hollandsk fangstinspektørs meddelelse, hvoraf det fremgår, at der 1697 i en af Spitsbergens fjorde på en dag samlede sig en flåde på 193 fartøjer med en fangst af omtrent 2.000 hvaler. Hvalfangsten ved Spitsbergen og Grønland nåede sin største blomstring i sidste halvdel af det 17. og første halvdel af det 18. århundrede, men holdt sig dog et godt stykke ind i 19. århundrede. Hollændernes fangst var den mest betydelige, men også briterne gjorde store anstrengelser for at hævde deres stilling på fangstfeltet, lige som de tyske Nordsøstæders og den danske hvalfangst til sine tider var ganske betydelig. Der udsendtes 1669—1778 14.167 hollandske ekspeditioner, som sikrede en fangst af 57.590 hvaler. Værdien af produkterne af disse hvaler udgjorde af olien 136 mio. og af barderne 86 mio. floriner. Fra Hamborg afgik 1670—1710 omkring 2.300 skibe, som hjembragte produkterne af henved 10.000 hvaler.

### Grønland
Omtrent på den tid, da fangsten mellem Spitsbergen og Grønland kulminerede og begyndte at gå tilbage, blev fangstvirksomheden optaget i farvandet vest for Grønland, i Davisstrædet og Baffinsbugten, senere længere vest på. I disse farvande blev der opdaget rige forekomster af Grønlandshvaler, og 1716 begyndte fangsten, som på kort tid fik et stort omfang. Allerede i 1721 deltog en flåde på 355 sejlere, hvoraf 251 var hollandske, 55 hamborgske, 24 bremenske, 20 biscayere og 5 norske. Fangsten gav et godt udbytte i det 18. og begyndelsen af det 19. århundrede, men aftog så gradvis uden dog at stoppe helt op før i nyere tid. Hollænderne udsendte 1719—1778 til disse farvande 3.161 Ekspeditioner, som fangede 6.986 hvaler.
De fangstmetoder, som anvendtes i rethvalfangstens første tid (håndharpun og lanser), holdt sig længe. Der blev ganske vist 1730 opfundet en slags kanon til at udskyde harpunen med, men denne synes først at være kommet i brug i 1772. Selv i 19. århundrede synes mange at have foretrukket den ældre metode.

## 1800-tallet
De store politiske omvæltninger i begyndelsen af det 19. århundrede satte spor i hvalfangstens videre forløb. Særligt bragte englændernes kapringer under Napoleons fastlandsspærring den hollandske og tyske hvalfangst til ophør, mens den britiske fangst fik et opsving.
Amerikanerne drev også fangst af Grønlandshval (bowhead). De amerikanske fangstfelter lå ved nordkysten af Alaska og Canada med adkomst gennem Beringstrædet. Denne amerikanske fangst nåede sit højdepunkt i midten af det 19. århundrede, men blev fortsat lige til mellemkrigstiden i de gamle former som en sidste rest af den engang så blomstrende og betydningsfulde arktiske hvalfangst.
I første halvdel af det 18. århundrede begyndte en hvalfangst, som i mangt og meget skiller sig fra den arktiske hvalfangst, nemlig af kaskelothvalen eller spermacethvalen. 1712 skal den første kaskelot være fanget i det åbne hav, 1715 var der allerede 6 fartøjer på kaskelotfangst, og fra da af udviklede denne fangstvirksomhed sig hurtig videre. Kaskelotfangsten blev først begyndt af amerikanerne i det nordlige Atlanterhav, efter kort tids forløb var fangsten optaget også sønden for Ækvator, og 1788 udsendte Enderby i London et stort skib »Amelia«, som sejlede rundt om Kap Horn ind i Stillehavet, hvor der blev gjort en rig fangst. Dette gav et stærkt stød til Stillehavsfangstens udvikling, som var i fuld gang omkring 1810. 1828 var kaskelotfangerne også kommet ind i det Indiske Ocean, og omkring 1840 nåede kaskelotfangsten sit højdepunkt. På denne tid var antallet af amerikanske hvalfangstskibe omtrent 600, mens hele verdensflåden bestod af omkring 800 skibe.
Kaskelotfangsten foregik for en meget stor del på det åbne ocean langt fra alle kyster. Således var der et sammenhængende kaskelot-felt tværs over Stillehavet fra Californien til Japan, og lignende felter strakte sig fra Ecuador til hen imod Australien og fra Chile til New Zealand. De fartøjer, som blev sat ind i denne fangst, var nok så store, skonnerter, brigger, barker og fuldriggere, da de fangede hvaler skulle opvirkes i åben sø, olien udkoges af spækket og lagres om bord. En kaskelotfanger var ofte ude i flere år, før den kom hjem med last.
Også i fangstmetode afveg kaskelotfangsten fra den arktiske rethvalfangst. Man nærmede sig den observerede hval med både, hvoraf der var flere med hvert fartøj, og søgte at få »fast fisk« med harpuner, som enten blev udskudt med en "svivelkanon", der var opstillet forude i båden, eller med en let "geværkanon", som dog ofte "fyrede agter over med større virkning end for over". Der efter gjaldt det at udmatte hvalen og få den dræbt, dels med almindelige lanser, dels med såkaldte "bombelanser", som indeholdt en eksploderende ladning. Den dræbte hval blev så bugseret til skibssiden, hvor flænsningen foregik på den måde, at spækket blev revet af i en sammenhængende skruestrimmel, mens hvalkroppen lå i vandet og blev tørnet rundt efterhånden. Hovedet blev før flænsningen skåret løs, bugseret agter over og fortøjet der. Når flænsningen var udført, blev hovedet åbnet, og dets indhold af spermacetolie øst op samt de øvrige nyttige dele af hovedet skåret løs og hejst om bord. Fundet af en ambraklump bidrog af og til meget til det økonomiske udbytte af kaskelotfangsten.
Denne fangstvirksomhed, som her er kaldt kaskelot-fangsten, fordi kaskelotten var dens vigtigste fangstobjekt, omfattede også, særligt i de sydlige have, fangst af rethval samt på visse steder fangst af pukkelhval (norsk: knølhval).

## Det 20. århundrede
Efter kulminationen i midten af det 19. århundrede vedblev fangsten, men aftog gradvist således, at udbyttet af den amerikanske fangst 1898 kun blev 9.780 barrels (omkring 120 £) "spermolie", mens udbyttet 1837 var omkring 170.000 barrels.
I Nordhavet blev i begyndelsen af det 20. århundrede drevet en fangstvirksomhed, som havde mange træk til fælles med kaskelotfangsten, nemlig næbhvalfangsten. Næbhvalen, som i Norge også ofte benævntes ved sit engelske navn bottlenosen, er lige som kaskelotten en tandhval, der lever langt ude på det åbne hav. Den er forholdsvis lille, oftest 7—10 m lang og nok så let at fange. Den viser sig i Nordhavet tidligt om våren og var genstand for fangst i april—juli i havområdet øst for Island mellem Færøerne og Jan Mayen. Næbhvalfangsten blev optaget af skotterne omkring 1880, og få år efter begyndte nordmændene, som siden drev en regelmæssig fangst. Bottlenosen blev angrebet enten fra robåde, som førte en let svivelkanon, eller fra bådenes »moderskib«, der nu som regel var et maskindrevet fartøj, men før ofte et sejlskib lige som ved kaskelotfangsten. Skibet havde små svivelkanoner opstillet i bougen og på rækken. Med kanonen blev skudt en harpun fast i »hvalfisken«, som udmattedes og blev dræbt med lanser. Bottlenosen flænsedes, mens den lå i søen langs skibssiden, idet spækket blev skåret løst og trukket af i en skruestrimmel. Spækket blev ikke kogt om bord, men lagredes og bearbejdedes videre ved hjemkomsten. Hovedet, som indeholder meget olie, samt halen blev skåret fra og taget på dæk. 1890—1913 deltog 40—60 norske fartøjer i Bottlenose-fangsten, der blev årligt fanget mellem 1.000 og 3.000 hvaler.

### Svend Foyns jagtmetoder
Mellemkrigstidens store hvalfangst var især baseret på fangst af hvaler tilhørende finhvalernes familie (finhval, blåhval, pukkelhval og sejhval). Disse finhvaler adskiller sig fra rethvalerne og kaskelotten blandt andet ved, at de er vanskeligere at indhente, farligere at angribe, og ved, at de ofte synker, når de er dræbt. Den slags hvaler, særlig de svære finhvaler og de kæmpemæssige blåhvaler kunne de gamle hvalfangere slet ikke binde an med fra deres robåde og med deres smækre harpuner og hvalliner. Ganske vist blev af og til finhval og pukkelhval angrebet med bombelanser af amerikanske hvalfangere, men en organiseret bedrift, baseret på fangst af finhval, blev først muliggjort ved det system af opfindelser og redskaber, som i 1860’erne blev bragt i anvendelse af nordmanden Svend Foyn, grundlæggeren af den moderne, rationelle hvalfangst. Det karakteristiske ved Svend Foyns system lå dels i anvendelsen af kraftige og let manøvrerbare små dampbåde (90—110 fod lange og med maskiner på 350—600 HK.) i stedet for den gamle hvalfangsts roede hvalbåde, dels i anvendelsen af en kraftig kombineret harpun og bombe, "granatharpunen", hvis eksplosive ladning enten straks dræbte den anskudte hval eller dog sårede den hårdt, mens harpunens modhager tog fat således, at man fik fast fisk, hvad der for finhvalfangsten var af afgørende betydning, da finhvalerne i modsætning til rethvalerne ellers synker, når de er dræbt. Granatharpunen blev udskudt fra en i hvalbådens boug opstillet rekylkanon, som var så vel afbalanceret på sit understel, at den med ladning og harpun kunne hæves, sænkes og svinges til siderne af skytten uden synderlig anstrengelse. Kanonens løb var 7,5 cm til 9 cm i diameter og dets længde omtrent 115 cm. Harpunen var smedet af det fineste stål og er omtrent 180 cm lang. Den havde kraftige, bevægelige modhager, kløer. Harpunspidsen dannedes af en konisk granat, fyldt med sprængstof, som bragtes til eksplosion nogle sekunder efter skuddet ved et brandrør (tidtænding). I de første harpungranater kom eksplosionen i stand derved, at kløerne, som til at begynde med lå an mod harpunlegemet, men ved træk i linen tog tag i hvalkødet og spredtes ud, knuste et lille glasrør med syre, hvorved ladningen blev antændt. Til harpunen var fæstet en stærk line, »forgåren« (engelsk: foregoer), som før skuddet lå viklet op foran kanonen, for mindst mulig at hindre harpunens bevægelse efter skuddet. Til forgåren var der splejset en sværere hvalline, flere hundrede m lang. Denne gik over ruller i bougen og gennem blokke, som var forbundne med kraftige spiralfjedre af stål, der var anbragt langs kølsvinet. Disse stålfjedre (akkumulatorer) havde den opgave at udjævne trækket i hvallinen og hindre, at denne sprang ved en pludselig påkending.
Hvalbåden måtte manøvrere nok så nær til hvalen for at komme på skudhold: 12—15 favne var almindelig hold, lejlighedsvis skød man på 20 favne eller mere. Hvis den anskudte hval straks døde, sank den og måtte hives op efter hvallinen med dampspil. Akkumulatorerne skulle sørge for, at bådens bevægelse i søen ikke bevirkede, at linen sprang under indhivningen og hvalen tabtes. Hvis hvalen kun var skudt fast og såret, blev opgaven at udmatte den, hvad der skete på en lignende måde som den, en stangfisker i båd anvender, når han har en fisk på krogen: båden måtte manøvreres efter hvalens bevægelser, line måtte gives ud og tages ind med spillet, og pludselige ryk måtte afværges ved hjælp af akkumulatorerne. Når Hvalen var dræbt, bragtes den til skibssiden og blev pumpet op med luft, for at den kunne flyde. Var der chance for fangst af flere hvaler, kunne den eller de skudte hvaler forankres eller efterlades drivende for senere afhentning, hvis ikke måtte de slæbes til kogeriet, som i finhvalfangstens første tid altid lå på land, men senere ofte var installeret i svære dampbåde, såkaldte "flydende kogerier", som lå fortøjet i en havn i nærheden af fangstfeltet. Her blev de skudte hvaler flænset og videre bearbejdet. Fangst- og opvirkningsteknikken medførte, at den moderne hvalfangst nærmest må karakteriseres som en kystfangst i modsætning til fx kaskelotfangsten, der var en oceanfangst.
Efter, at Svend Foyn med held havde praktiseret sit system ved nordkysten af Norge, opstod der på nogle år en ganske betydelig hvalfangst der oppe. I 1880’erne deltog omkring 30 hvalbåde, som bragte deres fangst til henved 20 hvalstationer på kysten. Fangstudbyttet vekslede fra år til år mellem 18 og 45 hvaler gennemsnitligt pr båd: 1885 blev der af 35 både fanget 1.298 hvaler, hvoraf 34 var blåhval, 337 finhval, 92 pukkelhvalhval, 724 sejhval og 11 af ukendt art.
De norske fangstmetoder blev overført til andre felter, til Island, Færøerne og til Japan, hvor der for resten var blevet drevet en mere primitiv hvalfangst i flere hundrede år, til Rusland (Murmansk-kysten) og til Newfoundland. Fangsten i disse farvande blev drevet ved hjælp af indkaldte nordmænd, i alt fald i de første år.

### Hvalfangst i Antarktis
På grund af de norske fiskeres stærke uvilje mod hvalfangsten (de gjorde gældende, at hvalfangst var til skade for fiskerierne) blev fangsten i Finmarken forbudt ved en 1903 vedtaget lov. De norske hvalfangere var derfor nødt til enten at ophøre med deres virksomhed eller at søge til nye felter. Nogle begyndte fangst ved Spitsbergen, Island og Shetland, mens andre søgte syd over til farvandet ved Falklandsøerne, Sydgeorgien og Sydshetlandsøerne lige ved det antarktiske kontinent, hvor rige forekomster af hvaler var blevet iagttaget. Fangsten i disse farvande begyndte i den antarktiske sommer 1904—05 ved Sydgeorgien, hvor et argentinsk selskab med norske ledere og skytter gjorde en lovende begyndelse. Sommeren efter søgte en norsk fangstekspedition ned til den endnu sydligere liggende øgruppe Sydshetlandsøerne, og fra da af udviklede den antarktiske hvalfangst sig med voldsom hurtighed. Den hvalmængde, som blev fundet ved disse felter, overgik alt, hvad hvalfangerne havde set på de europæiske felter, og fangstudbyttet blev glimrende. I sæsonen 1915—16 var fangsten for hver af 15 hvalbåde ved Sydshetlandsøerne gennemsnitligt omkring 155 hvaler; de 29 både, som deltog i alt, skulle således have fanget omtrent 4.500 hvaler. Ved Sydgeorgien blev der i samme sæson af hver af 8 både fanget gennemsnitligt 334 hvaler, hvad der svarer til en totalfangst af henved 8.000 hvaler, da 25 både deltog i fangsten ved dette felt.
I årene efter 1905 etablerede norske selskaber fangst også ved kysterne af Sydamerika, Afrika og Australien, Mexico, Alaska og flere steder. Ikke alle disse foretagender har været levedygtige, men på nogle steder var fangsten eventyrlig rig, omend felterne ved Sydshetlandsøerne og Sydgeorgien må karakteriseres som verdens bedste finhvalfelter. Også i andre lande dannede man selskaber for finhvalfangst, således i Skotland, USA og Sydafrika; dog var fangstbestyrere og skytter i disse selskaber meget ofte nordmænd.
I fangstens første år skød man både ved Sydshetlandsøerne og særlig ved Sydgeorgien fortrinsvis pukkelhvalhval, som var forholdsvis let at fange. Senere, særligt efter at man havde fået bygget kraftigere både, blev finhvalen og blåhvalen de vigtigste fangstobjekter. Olieudbyttet af disse 3 slags hvaler var uens: det var ifølge beregninger, som er gyldige for Sydgeorgien, gennemsnitligt 30 fat (170 £) for en pukkelhval, 48 fat for en finhval og 75 fat for en blåhval. Mens de gamle hvalfangere kun nyttiggjorde sig de mest værdifulde dele af hvalerne (spæklag, hoved og barder), blev hele hvalen nu udnyttet i et moderne hvaletablissement, idet der kunne koges olie også af kød og ben, som så forarbejdedes videre til guano.